# 參數方程

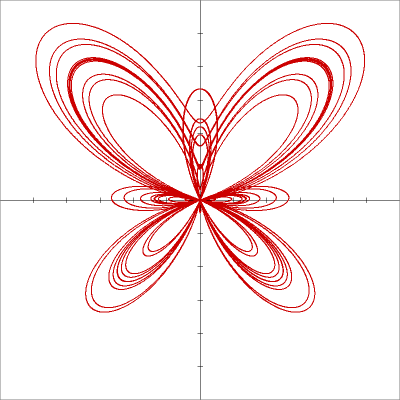
用参数方程可以很容易表示出的蝶形线

參數方程（英語：Parametric equation）和函數相似，都是由一些在指定的集合的數，稱為參數或自變數，以決定因變數的結果。例如在運動學，參數通常是「時間」，而方程的結果是速度、位置等。
一般地，在平面直角坐标系中，如果曲线上任意一点的坐标{\displaystyle x}、{\displaystyle y}都是某个变数{\displaystyle t}的函数：
{\displaystyle {\begin{cases}x=f(t)\\y=g(t)\end{cases}}}
并且对于{\displaystyle t}的每一个允许的取值，由方程组确定的点{\displaystyle (x,y)}都在这条曲线上，那么这个方程就叫做曲线的参数方程，联系变数{\displaystyle x}、{\displaystyle y}的变数{\displaystyle t}叫做参变数，简称参数。相对而言，直接给出点坐标间关系的方程叫普通方程。

## 例子
{\displaystyle x=a\cos(t),y=a\sin(t)}，表示了平面上半徑為{\displaystyle a}、以原點為圓心的圓。在三維，加入{\displaystyle z=bt}，便是螺旋的圖形。這些式子可以表示成：
{\displaystyle r(t)=(x(t),y(t),z(t))=(a\cos(t),a\sin(t),bt)\,}
如果有一個粒子，沿這個螺旋的路徑而行，直接微分上面的式子便會得到粒子的速度：
{\displaystyle v(t)=r'(t)=(x'(t),y'(t),z'(t))=(-a\sin(t),a\cos(t),b)\,}
及加速度：
{\displaystyle a(t)=r''(t)=(x''(t),y''(t),z''(t))=(-a\cos(t),-a\sin(t),0)\,}
參數曲線亦可以是多於一個參數的函數。例如參數表面是兩個參數{\displaystyle (s,t)}或{\displaystyle (u,v)}的函數。
譬如一個圓柱：
{\displaystyle r(u,v)=(x(u,v),y(u,v),z(u,v))=(a\cos(u),a\sin(u),v)\,}
参数是参变数的简称。它是研究运动等一类问题中产生的。质点运动时，它的位置必然与时间有关系，也就是说，质的坐标{\displaystyle x}，{\displaystyle y}与时间{\displaystyle t}之间有函数关系{\displaystyle x=f(t)}，{\displaystyle y=g(t)}，这两个函数式中的变量{\displaystyle t}，相对于表示质点的几何位置的变量{\displaystyle x}，{\displaystyle y}来说，就是一个“参与的变量”。这类实际问题中的参变量，被抽象到数学中，就成了参数。我们所学的参数方程中的参数，其任务在于沟通变量{\displaystyle x}，{\displaystyle y}及一些常量之间的联系，为研究曲线的形状和性质提供方便。
用参数方程描述运动规律时，常常比用普通方程更为直接简便。对于解决求最大射程、最大高度、飞行时间或轨迹等一系列问题都比较理想。有些重要但较复杂的曲线（例如圆的渐开线），建立它们的普通方程比较困难，甚至不可能，列出的方程既复杂又不易理解，如圆的渐开线的普通方程。
根据方程画出曲线十分费时；而利用参数方程把两个变量{\displaystyle x}，{\displaystyle y}间接地联系起来，常常比较容易，方程简单明确，且画图也不太困难。

## 常见参数方程
- 直线：
  - 点斜式过{\displaystyle (x_{0},y_{0})}，斜率为{\displaystyle m}的直线: {\displaystyle {\begin{cases}x=x_{0}+t\\y=y_{0}+mt\end{cases}}}
  - 点向式过{\displaystyle (x_{0},y_{0})}, 方向向量为{\displaystyle (u,v)}的直线：{\displaystyle {\begin{cases}x=x_{0}+ut\\y=y_{0}+vt\end{cases}}}
- 圆：{\displaystyle {\begin{cases}x=r\cos t\\y=r\sin t\end{cases}}}
- 椭圆：{\displaystyle {\begin{cases}x=a\cos t\\y=b\sin t\end{cases}}}
- 双曲线：{\displaystyle {\begin{cases}x=a\sec t\\y=b\tan t\end{cases}}}
- 抛物线：{\displaystyle {\begin{cases}x=2ct\\y=t^{2}\end{cases}}}
- 螺线：{\displaystyle {\begin{cases}x=t\cos lt\\y=t\sin lt\end{cases}}}
- 摆线：{\displaystyle {\begin{cases}x=r\cdot \left(t-\sin t\right)\\y=r\cdot \left(1-\cos t\right)\end{cases}}}

注：上文中的{\displaystyle a,b,c,h,k,l,m,p,r,x_{0},y_{0},u,v}为已知数，{\displaystyle t}都为参数，{\displaystyle x}，{\displaystyle y}为变量